# Miquel Poblet i Orriols
Miquel Poblet i Orriols (Montcada i Reixac, 18 de març del 1928 - Barcelona, 6 d'abril de 2013) fou un ciclista català, considerat el millor ciclista català de tots els temps.
Miquel Poblet fou ciclista professional des de l'any 1944, quan només tenia 16 anys, fins al 1962, període durant el qual va aconseguir 214 victòries. En un principi, es limità a disputar les curses que es disputaven a Catalunya; però als anys cinquanta marxà a Itàlia, on milità en diversos equips italians i on fou un autèntic ídol, igual que a Catalunya.
Entre els seus èxits més importants destaquen dues edicions de la Milà-Sanremo, el 1957 i el 1959, dues edicions de la Volta Ciclista a Catalunya, el 1952 i el 1960, 18 campionats d'Espanya en diverses modalitats i 26 victòries d'etapa a les Grans Voltes: 20 al Giro, 3 al Tour i 3 a la Vuelta. El 1955, debutant a la prova amb 27 anys, fou el primer ciclista espanyol en vestir-se amb el mallot groc del Tour de França després d'imposar-se a la primera etapa d'una edició on també guanyaria la darrera etapa, amb final a París. L'any següent, Poblet esdevé el primer ciclista que aconsegueix triomfs d’etapa a les tres grans voltes en una mateixa temporada.
Poblet va demostrar ser un dels millors esprintadors del món. Prova d'això són els dos podis al Giro de Lombardia, els tres a la París-Roubaix i el mallot de la regularitat que va guanyar al Giro del 1958.
Una vegada retirat, es va dedicar a tasques directives i va ser president de la Federació Catalana de Ciclisme des del 1974 al 1978 i de la Secció Ciclista de la UE Sants. Rebé la medalla Forjadors de la Història Esportiva de Catalunya el 1977. L'any 2002 la Generalitat de Catalunya li atorgà la Creu de Sant Jordi. Posteriorment, el 2007, a la seva vila natal es va inaugurar un pavelló que duia el seu nom i que fou apadrinat per Miguel Indurain.

## Palmarès
- 1945
  - 1r del XXII Campionat de Sabadell
  - 1r del trofeu Jaumendreu
- 1946
  - 1r del circuit del Sardinero
  - Vencedor de 2 etapes de la Volta a Burgos
  - Vencedor d'una etapa de la Vuelta a Gipuzkoa
  - Vencedor d'una del G.P. de Sant Joan
  - Vencedor d'una de la Volta a Mallorca
- 1947
  -  Campió d'Espanya de Muntanya
  -  Campió d'Espanya de les regions
  - 1r del G.P. de Catalunya i vencedor de 3 etapes
  - 1r del trofeu Jaumendreu
  - 1r del Gran Premi de Primavera
  - 1r de la pujada a Santo Domingo
  - 1r del trofeu del sprint
  - Vencedor de 3 etapes de la Volta a Catalunya
- 1948
  -  Campió d'Espanya de Muntanya
  -  Campió d'Espanya de les regions
  - 1r del G.P. de Catalunya i vencedor de 2 etapes
  - 1r del G.P. Marca i vencedor de 2 etapes
  - 1r al Gran Premi Pascuas
  - 1r del trofeu del Sprint
  - Vencedor de 2 etapes de la Volta a Catalunya
  - Vencedor d'una etapa de la Sevilla-Màlaga-Sevilla
  - Vencedor d'una etapa de la Volta a Tarragona
  - Vencedor d'una etapa de la Volta a Llevant

| - 1949 - Campió d'Espanya de Muntanya - Campió d'Espanya de les regions - Campió d'Espanya de Velocitat - Vencedor de 4 etapes de la Volta a Catalunya - Vencedor de 2 etapes del G.P. de Catalunya - 1950 - 1r del G.P. Chalia - 1r del trofeu Canto Arroyo - 1r del critèrium nacional d'As - 1r del G.P. de Madrid - 1r del trofeu del Sprint - 1951 - Campió d'Espanya de Velocitat - 1r del Campionat de Barcelona de ruta - 1r del G.P. de Madrid - Vencedor d'una etapa de la Barcelona-Pamplona - Vencedor 2 etapes de la Volta a Catalunya - Vencedor 4 etapes de la Volta a Castella - 1952 - Campió d'Espanya de pista d'americana - 1r de la Volta a Catalunya, vencedor de 3 etapes i del Gran Premi de la muntanya - 1r del campionat de Manresa - 1r del circuit de Magglora - 1r del G.P. de Montjuïc - 1r del critèrium internacional de Barcelona - Vencedor 4 etapes de la Volta a Castella - Vencedor d'una etapa de la Volta a Mallorca - 1953 - 1r de la Ronda de Carnaval d'Ais de Provença - 1r del trofeu del Sprint - 1r del G.P. de Toló - 1r dels Sis dies de Barcelona (amb Ferdinando Terruzzi) - 1r de les Sis nits d'Alger (amb Ferdinando Terruzzi) - Vencedor de 2 etapes de la Volta a Catalunya - 1954 - Campió d'Espanya de les regions - 1r del Trofeu Masferrer - 1r del Trofeu del Sprint - 1r del G.P. de Schaffhausen - Vencedor de 5 etapes de la Volta a Aragó - Vencedor de 3 etapes de la Volta a Catalunya - Vencedor de 2 etapes de la Volta a Pontevedra - Vencedor d'una etapa de la Volta a Astúries - 1955 - 1r del Midi-Libre - 1r del G.P. de l'Echo d'Oran - 1r del G.P. de Chateau-Chinon - 1r del G.P. d'Oran - 1r del G.P. d'Abbeville - 1r del G.P. de Ganges - 1r del G.P. de Bellegarde - 1r del G.P. de València - 1r del G.P. de Barcelona - Vencedor de 2 etapes del Tour de França - Vencedor d'una etapa de la Volta a Andalusia - Vencedor d'una etapa del G.P. d'Eibar - 1956 - 1r del campionat de Barcelona de ruta - 1r de la Barcelona-Vilada - 1r del circuit Boussaquin - 1r del G.P. de Quillan - 1r del G.P. de Càller - 1r del G.P. de Bilbao - 1r del G.P. de Montjuïc - 1r del G.P. de Châlon-sur-Saône - Vencedor de 4 etapes del Giro d'Itàlia - Vencedor de 4 etapes de la Volta a Catalunya - Vencedor de 3 etapes de la Volta a Espanya - Vencedor d'una etapa del Tour de França | - 1957 - Campió d'Espanya de Velocitat - Campió d'Espanya de les regions - 1r del campionat de Barcelona de ruta - 1r de la Milà-Sanremo - 1r de la Milà-Torí - 1r del G.P. de Barcelona - 1r del G.P. de Castelló - 1r del G.P. d'Omegna - 1r del G.P. de Ploneour-Lanvern - 1r del G.P. de Florenville - 1r del G.P. de Montjuïc - 1r del G.P. de Tarascon-sur-Ariège - Vencedor de 4 etapes del Giro d'Itàlia - Vencedor de 3 etapes de la Roma-Nàpols-Roma - Vencedor de 2 etapes de la Volta a Catalunya - 1958 - Campió d'Espanya de les regions - 1r del G.P. de Vayrac - 1r del G.P. de Gembloux - 1r del G.P. de Vigevano - 1r del G.P. de Bilbao - 1r del G.P. de Trieste - 1r del G.P. de Macon - 1r del G.P. de Vergt - 1r del G.P. de Montjuïc - Vencedor de 5 etapes de la Roma-Nàpols-Roma - Vencedor de 3 etapes del Giro d'Itàlia - Vencedor d'una etapa de la Volta a Catalunya - Vencedor d'una etapa de la París-Niça - Vencedor d'una etapa dels Tres dies d'Anvers - 1959 - Campió d'Espanya de Velocitat - 1r de la Milà-Sanremo - 1r del G.P. de Pau - 1r del G.P. de Cirié - 1r del G.P. de Valeggio - 1r del G.P. de Verona - Vencedor de 3 etapes del Giro d'Itàlia - Vencedor de 3 etapes de la Volta a Catalunya - Vencedor de 2 etapes de la Roma-Nàpols-Roma - Vencedor d'una etapa de la Volta a Llevant - 1960 - Campió d'Espanya de les regions - Campió d'Espanya de Velocitat - 1r de la Volta a Catalunya, vencedor de 3 etapes i de la classificació dels punts - 1r de la Sàsser-Càller - 1r del G.P. d'Argentan - 1r del G.P. de Morazzone - 1r del G.P. de Cero Maggiore - 1r del G.P. de San Daniele de Friuli - 1r del G.P. d'Acceccato - 1r del G.P. de Gallarate - 1r del G.P. de Cirié - 1r del G.P. d'Oleggio - 1r del G.P. de Brescia - 1r del G.P. de Giulianova - 1r del G.P. de Vezzola - Vencedor de 3 etapes de la Roma-Nàpols-Roma - Vencedor de 2 etapes del Giro d'Itàlia - Vencedor d'una etapa del Giro de Sardenya - 1961 - Campió d'Espanya de Velocitat - 1r del trofeu del Sprint - 1r del G.P. de Benifaió - 1r del G.P. de Morazzone - 1r del G.P. de Mareno - 1r del G.P. d'Avizzano - 1r dels Sis dies de Buenos Aires (amb Jorge Bátiz) - Vencedor de 4 etapes de la Volta a Llevant - Vencedor de 3 etapes del Giro d'Itàlia - 1962 - Campió d'Espanya de Velocitat - 1r del G.P. d'Avilés - 1r dels Sis dies de Madrid (amb Miquel Bover) |

### Resultats al Giro d'Itàlia
- 1956. Abandona. Vencedor de 4 etapes
- 1957. 6è de la classificació general. Vencedor de 4 etapes
- 1958. 6è de la classificació general. Vencedor de 3 etapes
- 1959. 6è de la classificació general. Vencedor de 3 etapes
- 1960. 25è de la classificació general. Vencedor de 3 etapes
- 1961. 41è de la classificació general. Vencedor de 3 etapes

### Resultats al Tour de França
- 1955. 26è de la classificació general. Vencedor de 2 etapes
- 1956. Abandona (14a etapa). Vencedor d'una etapa
- 1957. Abandona (4a etapa)

### Resultats a la Volta a Espanya
- 1955. Abandona
- 1956. Abandona. Vencedor de 3 etapes